# Bhisadej Rajani
Mom Chao Bhisadej Rajani (tiếng Thái: ภีศเดช รัชนี: 20 tháng 1 năm 1922 - 23 tháng 7 năm 2022); RTGS: Phisadet Ratchani. Thành viên của Nhà Rajani, một ngôi nhà hoàng gia được bắt nguồn từ cha ông và đi xuống từ triều Chakri. Ông là một trong những nhân vật hoàng gia sống lâu nhất trong lịch sử Thái Lan. Ông là một người bạn thân của vua Bhumibol Adulyadej. Ông là một tác giả và là chủ tịch của các dự án hoàng gia của nhà vua. Ông cũng là hậu duệ của vị vua Xiêm Pinklao.
Thái tử Bhisadej được người Thái tôn trọng vì những cống hiến và đóng góp lâu dài cho các Dự án Hoàng gia của Vua Bhumibol Adulyadej. Hoàng tử thường xuyên được mời chủ trì các cuộc họp học thuật hoặc quốc tế và các sự kiện xã hội. Ông tròn 100 tuổi vào tháng 1 năm 2022.
Ông qua đời vì vào ngày 23 tháng 7 năm 2022 tại Bangkok, Thái Lan, hưởng thọ 100 tuổi.
Tang lễ và hỏa táng của ông sẽ được thông báo sau.